# Sobekhotep II
Sobekhotep II is een koning van de 13e dynastie uit de Egyptische oudheid. Zijn naam betekent: "Sobek is tevreden", zijn tweede naam betekent: "Re is krachtig in de twee landen!"

## Biografie
Deze koning is bekend van diverse monumenten: een beeld, boekhoudingen over de Nijlstanden in Nubië, blokken steen van Madamud en Luxor. Van de Nijlstanden is bekend dat de koning drie jaar heeft geregeerd. Een papyrus: Boulaq 18 is een boekhouding van een paleis in Thebe onder Sobekhotep II en noemt de vrouw van de koning: Ay en de vizier Ankhu en anderen.
Er is onduidelijkheid in de wereld van de egyptologie over de positie in de koningslijst in de 13e dynastie. Zijn troonnaam Sekhemre Khutawyre verschijnt als de 19e koning maar een ander document vermeldt dat hij misschien heeft geregeerd aan het begin van de 13e Dynastie. In beide documenten worden alleen de koningen van de late 12e en 13e dynastie vermeld. In de Turijnse koningslijst zijn er drie koningen die Khutawyre heten en het kan zijn dat de schrijver van de koningslijst zich heeft vergist.